# Małgorzata Warda
Małgorzata Warda (Gdynia, 10 de febrero de 1978) es una escritora, letrista, pintora y escultora polaca.

## Biografía
Egresó de la Escuela de Bellas Artes de Gdańsk. Es letrista de algunas canciones del grupo de rock Farba. Radica en Gdynia.

## Obra publicada

### Novela
- 2005 Las manos (Dłonie)
- 2006 Evitar París (Ominąć Paryż)
- 2006 La maga (Czarodziejka)
- 2007 El centro del verano (Środek lata)
- No hay motivo para llorar (Nie ma powodu by płakać)
- 2010 Nadie lo vio ni lo escuchó (Nikt nie widział, nikt nie słyszał)
- 2012 La niña que vio demasiado (Dziewczynka która widziała zbyt wiele);
- 2014 La ciudad de hielo (Miasto z lodu)
- 2015 Cinco segundos a Io (5 sekund do Io), volumen I
- 2017 Cinco segundos a Io. La rebelde (5 sekund do Io. Rebeliantka), volumen II
- 2018 La chica de los cerros (Dziewczyna z gór)

### Obra publicada en antologías
Su obra ha sido publicada en las siguientes antologías:
- 2006 Relatos estivales (Opowiadania letnie)
- 2007 Relatos escolares (Opowiadania szkolne)

### Participación en publicaciones conjuntas
- 2015 Culminaciones (Kulminacje)

## Premios
- Obtuvo el premio Libro del Año 2015 otorgado por la sección polaca de IBBY por la novela Cinco segundos a Io.

- Datos: Q11772400
- Multimedia: Małgorzata Warda / Q11772400